# Richard Knill Freeman

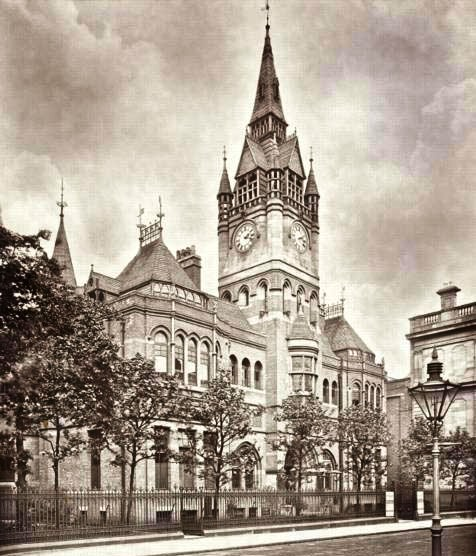
Richard Knill Freeman: Derby Museum och Bibliotek.

Richard Knill Freeman, född 1840 i London, död 24 juni 1904, var en brittisk arkitekt, som har ritat många offentliga byggnader i norra England.
Freeman inledde sin karriär i Derby i början av  1860-talet och flyttade senare till Bolton. Freeman fick många beställningar genom att vinna arkitekturtävlingar. Han ritade Derby Museum and Art Gallery och bibliotek, vilka fullbordades 1879. Efter dessa spreds hans rykte och han fick fler beställningar. Stiftet Manchester anlitade honom och med tiden blev han en välrenommerad arkitekt inom kyrkoarkitektur.
Freemans stil är i huvudsakligen nygotisk. Freeman arbetade sammanlagt med cirka 140 fastigheter, varav 65 var nybyggnader och resten ombyggnader av gamla hus.
Freeman var medlem av Manchester Society of Architects och dess ordförande från 1890 till 1891.